# Como tu mujer
Como tu mujer es el título del 18°. álbum de estudio grabado por la cantante española Rocío Dúrcal. Fue lanzado al mercado bajo el sello discográfico BMG Ariola el 25 de octubre de 1988. El álbum fue escrito y producido por el cantautor mexicano Marco Antonio Solís. Éste sería el primer álbum realizado por Solís para la cantante.
Debido a los problemas legales que tenía el cantautor mexicano Juan Gabriel con su casa disquera, la intérprete no podía seguir grabando sus canciones como era costumbre entre los dos artistas en sus anteriores trabajos musicales, de este modo el integrante y vocalista de Los Bukis en ese entonces, le ofrece a la cantante un par de canciones, aceptando de inmediato su colaboración para la producción de este disco. Su primer sencillo en publicarse "Cómo tu mujer" se convierte en gran éxito en toda Latinoamérica y Estados Unidos, posesionándose rápidamente en el número 1 durante 10 semanas consecutivas en la importante lista musical Hot Latin Tracks, de esta manera se consideró número 1 del año (1989) según la revista Billboard, igualmente considerándose uno de los sencillos más importantes dentro de la carrera discográfica de Rocío Dúrcal. Posteriormente se lanza los sencillos "Qué esperabas de mí", '"Por qué tanta soledad", "Cómo me duele irte perdiendo", "Extrañándote", "El amor más bonito" y "Ya te olvidé" llegando asimismo a los primeros lugares en la lista musical Hot Latin Tracks. 
Este álbum le valió para la española muchos premios y reconocimientos importantes entre ellos el "Premios Aplauso FM 98", "Premios TVyNovelas" y el "Premio Long Play" por ser el mejor del primer trimestre del año 1989. Además recibió un cuádruple Disco de Oro en México y Múltiples Disco de Oro y Disco de Platino en Estados Unidos y Suramérica por sus altas ventas del álbum con una cifra superior a los 3 000 000 de copias hasta la actualidad.[cita requerida]

## Lista de canciones
- Todas las canciones escritas y compuestas por Marco Antonio Solís, excepto donde se indica.

|     | Título                       | Autor(es)                           | Duración |
| --- | ---------------------------- | ----------------------------------- | -------- |
| 1.  | Cómo tu mujer                | Marco Antonio Solís                 | 4:25     |
| 2.  | Por qué tanta soledad        | Marco Antonio Solís                 | 3:45     |
| 3.  | Qué pensara esa criatura     | Marco Antonio Solís                 | 3:18     |
| 4.  | Cómo me duele irte perdiendo | Marco Antonio Solís                 | 3:52     |
| 5.  | Ya te olvidé                 | Marco Antonio Solís / Jesús Armenta | 3:00     |
| 6.  | Qué esperabas de mí          | Marco Antonio Solís                 | 3:49     |
| 7.  | Extrañándote                 | Marco Antonio Solís                 | 4:14     |
| 8.  | Yo creía que sí              | Marco Antonio Solís                 | 3:47     |
| 9.  | El amor más bonito           | Marco Antonio Solís                 | 5:05     |
| 10. | Mejor contigo                | Marco Antonio Solís                 | 3:26     |

## Premios y logros obtenido por el álbum
- Premio "Aplauso FM 98", otorgado por el "Spanish Broadcasting System", en Los Ángeles, California.

- Premio "Long Play" del álbum "Como tu Mujer" por ser el mejor del primer trimestre.

- Premio "TV y Novelas".

| Año  | Intérprete   | Categoría                   | Resultado |
| ---- | ------------ | --------------------------- | --------- |
| 1990 | Rocío Dúrcal | "Mejor Intérprete Femenina" | Ganadora  |

## Listas musicales

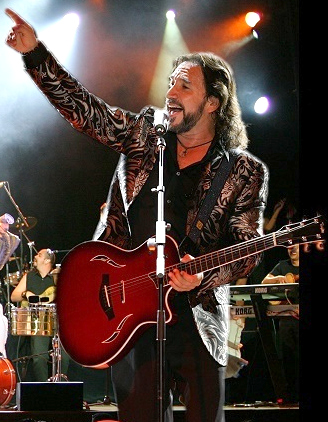
Marco Antonio Solís productor de los álbumes "Cómo tu mujer" (1988) y "Si te pudiera mentir" (1990) de la cantante española Rocío Dúrcal

| Año  | Sencillo                | Lista            | Mejor Posición                                |
| ---- | ----------------------- | ---------------- | --------------------------------------------- |
| 1988 | "Cómo tu mujer"         | Hot Latin Tracks | 1(32 Weeks On Chart) (10 Weeks At Number-One) |
| 1989 | "Qué esperabas de mí"   | Hot Latin Tracks | 4(19 Weeks On Chart)                          |
| 1989 | "El amor más bonito"    | Hot Latin Tracks | 9(26 Weeks On Chart)                          |
| 1989 | "Extrañándote"          | Hot Latin Tracks | 8(18 Weeks On Chart)                          |
| 1989 | "Por qué tanta soledad" | Hot Latin Tracks | 18(11 Weeks On Chart)                         |
| 1989 | "Ya te olvidé"          | Hot Latin Tracks | 12(14 Weeks On Chart)                         |

| Año  | País           | Lista                      | Mejor Posición       |
| ---- | -------------- | -------------------------- | -------------------- |
| 1988 | Estados Unidos | Billboard Latin Pop Albums | 2(61 Weeks On Chart) |

## Certificaciones
| País           | Certificación       |
| -------------- | ------------------- |
| México         | 2x Disco de Platino |
| Estados Unidos | Platino (Latin)     |
| España         | Disco de oro        |
| Argentina      | Disco de oro        |
| Venezuela      | Disco de oro        |
| Colombia       | Disco de oro        |
| Chile          | Disco de oro        |

## Músicos
- Rocío Dúrcal (Voz).
- Marco Antonio Solís (Letra y Música).